# Ilyushin Il-112

Ilyushin Il-112 là một loại máy bay vận tải quân sự do Ilyushin phát triển, phục vụ cho mục đích không vận hàng hóa, thiết bị và nhân lực.
Il-112V là phiên bản quân sự của vận tải cơ Ilyushin Il-112 đang được Tổ hợp Hàng không Ilyushin phát triển nhằm thay thế vận tải cơ hạng trung An-26 trong biên chế không quân Nga. Il-112V là máy bay vận tải hạng nhẹ thế hệ mới của Nga do Nhà máy hàng không Voronezh sản xuất.  
Với kỳ vọng thay thế cho các dòng máy bay thời Liên Xô, Il-112V đang bị cho là đã sớm lạc hậu từ khi chưa hoàn thiện. Il-112V là vận tải cơ quân sự đầu tiên được thiết kế tại Nga sau khi Liên Xô tan rã. Đặc biệt, Il-112V sử dụng công nghệ kỹ thuật số tiên tiến và được trang bị các hệ thống tối tân, hoàn toàn được sản xuất ở trong nước. Theo giới chức Nga, Il-112V được đánh giá hoạt động hiệu quả hơn so với các máy bay vận tải quân sự Antonov đang nằm trong diện loại biên.
Theo RT, dự án phát triển Il-112V bắt đầu từ giữa những năm 1990 nhưng bị tạm dừng một thời gian dài cho mãi tới năm 2003 và tiếp tục gặp trở ngại lần nữa vào năm 2010 - khi Bộ Quốc phòng Nga đột ngột ngưng tài trợ vì muốn cân nhắc phát triển một mẫu vận tải cơ khác là Antonov An-140. Tuy nhiên, do dự án An-140 không đáp ứng các kỳ vọng, chương trình Il-112V đã được hồi sinh lần thứ hai vào năm 2013. Theo các chuyên gia quân sự quốc tế thì triển vọng dành cho Il-112V là rất thấp, khi nó đã tỏ ra lạc hậu rất xa ngay từ khi chưa thực sự hoàn thiện. So sánh với đối thủ được đánh giá là lớn nhất - chiếc vận tải cơ hạng nhẹ CASA C-295 của Airbus thì Il-112V tỏ ra thua kém trên mọi thông số cơ bản. C-295 có kích thước gần như tương đương Il-112V nhưng lại có khả năng chuyên chở khối lượng hàng hóa lên tới 9,25 tấn với tầm bay 1.300 km so với 5 tấn của Il-112. Ngoài ra hệ thống điện tử hàng không của C-295 cũng được đánh giá cao hơn rất nhiều so với Il-112V của Nga khiến cho máy bay vận tải Nga trở nên khó bán. Quan trọng hơn, hiện nay các cường quốc quân sự trên thế giới như Mỹ và Trung Quốc đã bước đầu thử nghiệm thành công máy bay vận tải không người lái (UAV) có khả năng mang tải trọng tối đa không kém IL-112V.
Dòng Il-112V thực hiện chuyến bay thử đầu tiên vào năm 2019, đến nay đã có 3 nguyên mẫu được xuất xưởng. Nguyên mẫu vận tải cơ Il-112V đã bị rơi trong chuyến bay thử ở ở Kubinka, ngoại ô Moskva làm ba người chết ngày 17 tháng 8 năm 2021. Máy bay đã bị phá hủy hoàn toàn và bốc cháy. Vụ tai nạn của Il-112V là do cháy trong động cơ. Ngoài chiếc máy bay bị rơi thì Nga chỉ còn duy nhất một mẫu dùng để thử nghiệm tĩnh Il-112 trên mặt đất.
Ba thành viên phi hành đoàn đã thiệt mạng gồm Anh hùng nước Nga Nikolai Kuimov, phi công lái thử hạng nhất Dmitry Komarov và kĩ sư bay Nikolai Khludeev. Các phi công đang chuẩn bị cho các chuyến bay trình diễn. Một video quay phút cuối cùng của máy bay được công bố cho thấy, động cơ bên phải máy bay bốc cháy khi nó đang hạ cánh ở độ cao thấp. Khi gần tiếp đất, máy bay đột ngột mất lái, lật nghiêng, bổ nhào xuống đất và bốc cháy.

## Biến thể
- Il-112T

## Tính năng kỹ chiến thuật
Dữ liệu lấy từ ilyushin.org
Đặc điểm tổng quát
- Kíp lái: 2
- Chiều dài: 23,14 m (75 ft 11 in)
- Sải cánh: 25,74 m (84 ft 5 in)
- Chiều cao: 8,87 m (29 ft 1 in)
- Diện tích cánh: 300 m² ()
- Trọng tải có ích: 6.000 kg (13.000 lb)
- Trọng lượng cất cánh tối đa: 20.000 kg (44.000 lb)
- Động cơ: 2 × Klimov TV7-117ST kiểu turboprop, 2.100 kW (2.800 hp)  mỗi chiếc

 Hiệu suất bay 
- Vận tốc hành trình: 550-580 km/h (340-360 mph)
- Tầm bay: 5.000 km với 2 tấn tải trọng; 1000 km với tải trọng tối đa (3.100 mi với 2 tấn tải trọng; 600 mi với tải trọng tối đa)
- Trần bay: 9.000 m (30.000 ft)